# بوانجکووو
بوانجکووو (به لهستانی:  Błądzikowo) یک روستا در لهستان است که در گمینا پوتسک واقع شده‌است. بوانجکووو ۱۸۸ نفر جمعیت دارد.